# Placorhynchus dimorphis
Placorhynchus dimorphis är en plattmaskart som beskrevs av Tor Karling 1947. Placorhynchus dimorphis ingår i släktet Placorhynchus och familjen Placorhynchidae. Inga underarter finns listade i Catalogue of Life.